# Normetanefrina

La via di degradazione della noradrenalina, con la normetanefrina in alto a sinistra

La normetanefrina 4-(2-amino-1-idrossi-etile)- 2-metossi-fenolo è un metabolita intermedio del metabolismo delle catecolamine, si viene a formare in seguito all'azione dell'enzima catecolo O-metiltransferasi sulla noradrenalina.
Sia la normetanefrina che la metanefrina vengono espulse nelle urine ed il loro dosaggio le rende un marcatore per i tumori secernenti catecolamine, come il feocromocitoma.
Assieme alla metanefrina rappresenta il 20-40% dei cataboliti urinari provenienti dal metabolismo delle catecolamine.

## Marcatore tumorale
I valori normali di metanefrina e normetanefrina, prendendo a riferimento le urine delle 24h sono compresi fra i 310-510 µg/24, un loro innalzamento viene associato all'insorgenza di feocromocitomi, sono possibili falsi positivi in quanto i valori di tali molecole nel sangue possono innalzarsi anche a seguito di terapie con IMAO, catecolamine, L-Dopa, beta-bloccanti e nei soggetti affetti da etilismo cronico.